# Lugar Water
Das Lugar Water, schottisch-gälisch Uisge lugar, auch River Lugar, ist ein 14,4 km langer linker Nebenfluss des River Ayr im Südwesten von Schottland.

## Flusslauf
Der Fluss entsteht durch den Zusammenfluss von Bellow Water und Glenmuir Water nördlich von Lugar. Beide Quellbäche entspringen in den Hügeln der Southern Uplands in East Ayrshire. Er durchquert das kleine Bergbaudorf Lugar. Dort wurde 1974 in Bellow Mill der Pionier der Gasbeleuchtung, William Murdoch, geboren. Eine Höhle, in der er zahlreiche Versuche durchgeführt hat, ist am Flussufer zu sehen. Der Fluss fließt weiter durch die Stadt Cumnock. Unter dem Woodroad Viaduct wurde er früher zum Antrieb von Mühlen genutzt. Das Glaisnock Water mündet hier in den Lugar.
Der Flusslauf setzt sich durch die Ländereien des Marquess of Bute, Dumfries Estate, fort. Dort passiert er die von John Adam entworfene, verzierte Brücke von Lochnorris. Er erreicht nun das Dorf Ochiltree. Das dort befindliche Wehr staute einst das Wasser für Getreidemühlen auf. Für den Aufstieg der Lachse zu ihren flussauf gelegenen Laichgründen wurde eine Fischtreppe eingerichtet. Der Fluss ist ein Angelrevier für Bachforellen.
Im Mai 2014 berichtete der Ayrshire Rivers Trust, dass die in der Gegend invasiv auftretenden Barben im Fluss gefangen wurden.
Der Fluss erreicht nun eine Schlucht in rotem Sandstein. Auf den Klippen über dem Fluss stehen die Ruinen von Auchinleck Castle, unterhalb befindet sich Wallace’s Cave, in der sich William Wallace vor seinen Verfolgern versteckt haben soll.
Der Fluss mündet schließlich in den River Ayr.

## Tierwelt
Am Flussufer leben Eisvogel, Wasseramsel,  Bachstelze, Schafstelze, Buchfink, Stieglitz und Zaunkönig.